# Yahya Attiyat Allah
Yahia Attiyat Allah (Safi, 2 maart 1992) is een Marokkaanse voetballer die doorgaans als Linksback speelt. Hij verruilde in februari 2024 Wydad Casablanca voor PFK Sotsji. Attiyat Allah debuteerde in 2022 in het Marokkaans voetbalelftal.

## Interlandcarrière
Attiyat Allah werd in november 2022 door bondscoach Walid Regragui opgenomen in de selectie van het Marokkaans voetbalelftal voor het WK 2022. Hij gaf de assist op de winnende treffer van En-Nesyri tegen Portugal in de kwartfinale van dat toernooi en bereikte daarmee de halve finale van het WK 2022.
1 Bounou ·
2 Hakimi ·
3 Mazraoui ·
4 Amrabat ·
5 Aguerd ·
6 Saïss  ·
7 Ziyech ·
8 Ounahi ·
9 Hamdallah ·
10 Zaroury ·
11 Sabiri ·
12 Munir ·
13 Chair ·
14 Aboukhlal ·
15 Amallah ·
16 Ezzalzouli ·
17 Boufal ·
18 El Yamiq ·
19 En-Nesyri ·
20 Dari ·
21 Cheddira ·
22 Tagnaouti ·
23 El Khannous ·
24 Benoun ·
25 Attiyat Allah ·
26 Jabrane ·
Coach: Regragui